# Resnik (Zreče, Slovenija)
Resnik je naselje u slovenskoj Općini Zreču. Resnik se nalazi u pokrajini Štajerskoj i statističkoj regiji Savinjskoj. 

## Stanovništvo
Prema popisu stanovništva iz 2002. godine naselje je imalo 130 stanovnika.